# SDSS J1240+6710
SDSS J1240+6710, eller SDSS J124043.01+671034.68, även kallad Dox, är en vit dvärgstjärna. Den upptäcktes av Sloan Digital Sky Survey (SDSS) 2016 och väckte stort uppseende bland astronomerna eftersom dess atmosfär bestod av så gott som uteslutande syre, 99,9 procent. Neon och magnesium är de näst vanligaste grundämnen hos stjärnan, med bråkdelar av procent.  
Med denna sammansättning är stjärnan unik bland de 32000 vita dvärgar som astronomerna har uppgifter om kemisk sammansättning. Det är också den enda kända stjärnan med en atmosfär av rent syre.
SDSS J1240+6710 upptäcktes i stjärnbilden Draken och befinner sig på ungefär 1200 ljusårs avstånd från solsystemet.

## Läs mera
- Tim Wogan (1 april 2016). ”White dwarf with nearly pure oxygen atmosphere surprises astronomers” (på engelska). Physicsworld.com. http://physicsworld.com/cws/article/news/2016/apr/01/white-dwarf-with-nearly-pure-oxygen-atmosphere-surprises-astronomers.